# 圣樊尚雅尔穆捷
圣樊尚雅尔穆捷（法語：Saint-Vincent-Jalmoutiers，法語發音：[sɛ̃ vɛ̃sɑ̃ ʒalmutje]）是法国多尔多涅省的一个市镇，属于佩里格区。

## 地理
圣樊尚雅尔穆捷（45°12'9"N, 0°11'33"E）面积16.21 平方千米，位于法国新阿基坦大区多爾多涅省，该省份为法国西南部内陆省份，是法國本土面积第三大的省，大致对应佩里戈尔地区，北起顺时针与夏朗德省、上维埃纳省、科雷兹省、洛特省、洛特-加龙省、吉倫特省和滨海夏朗德省接壤。
与圣樊尚雅尔穆捷接壤的市镇（或旧市镇、城区）包括：佩里戈尔地区圣普里瓦、拉热迈-蓬泰罗、埃舒尼亚克、塞尔旺什、圣欧莱-皮芒古、拉热迈、圣普里瓦德普雷、蓬泰罗、费斯塔朗。

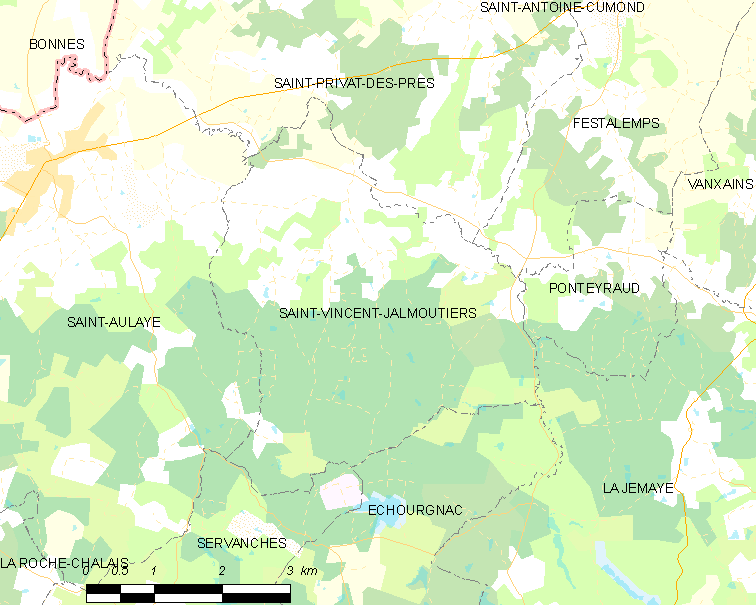
圣樊尚雅尔穆捷的OSM定位图

圣樊尚雅尔穆捷的时区为UTC+01:00、UTC+02:00（夏令时）。

## 行政
圣樊尚雅尔穆捷的邮政编码为24410，INSEE市镇编码为24511。

## 政治
圣樊尚雅尔穆捷所属的省级选区为蒙蓬-梅内斯泰罗勒县。

## 人口

1962-2008年间圣樊尚雅尔穆捷人口变化图示

圣樊尚雅尔穆捷于2022年1月1日时的人口数量为220人。